# Гидроксид неодима
Гидроксид неодима — неорганическое соединение,
гидроксид неодима
с формулой Nd(OH)3,
голубые кристаллы или аморфное вещество,
не растворяется в воде,
образует кристаллогидрат.

## Получение
- Действие щелочей на растворимую соль неодима:

{\displaystyle {\mathsf {Nd(NO_{3})_{3}+3NaOH\ {\xrightarrow {}}\ Nd(OH)_{3}\downarrow +3NaNO_{3}}}}

## Физические свойства
Гидроксид неодима образует голубые кристаллы
гексагональной сингонии,
пространственная группа P 63/m,
параметры ячейки a = 0,6418 нм, c = 0,3743 нм, Z = 2
.
Не растворяется в воде.
Образует кристаллогидрат состава Nd(OH)3•H2O — бледно-фиолетовые кристаллы.

## Химические свойства
- Разлагается при нагревании:

{\displaystyle {\mathsf {2Nd(OH)_{3}\ {\xrightarrow {300-1100^{o}C}}\ Nd_{2}O_{3}+3H_{2}O}}}
- Иначе идёт разложение под давлением 100-600 бар:

{\displaystyle {\mathsf {Nd(OH)_{3}\ {\xrightarrow {600^{o}C,p}}\ NdO(OH)+H_{2}O}}}